# Miu-clips
miu-clips（ミュークリップス）は、autumn leave'sのメンバー・阿藤 芳史による音楽プロジェクトである。

## 略歴
2006年に活動開始。阿藤 芳史が作詞、作曲、編曲、演奏、音響技術を一手に手掛けるスタイルで作品発表している。

## 作品
アルバム
- Rhythm of My Heart (2009年4月1日)

作品集(コレクションアルバム)
- LOVE IT(2009年11月4日)
- L.O.V.E.(2010年11月17日)

その他
- Flavor Bossa Case IV(2006年12月20日)
- Flavor Bossa Case White Style(2007年4月17日)
- Flavor Groove Case Summer Style(2007年8月8日)
- Playlist ONE(2009年10月7日)
- L.O.V.E.〈配信限定EP〉(2010年4月15日)

参加作品
- Flavor Jazzy Soul Style(2008年10月1日)
- Play Loud(2008年11月12日)
- TEN remixes / COLDFEET(2009年8月5日)
- turn to me - Definite Collections -　/autumn leave's(2009年3月28日)
- Lupin The Third DANCE&DRIVE official covers&remixes(2009年8月26日)
- Rainbow / 藤井リナ(2009年11月4日)
- Now Playing / 露崎春女(2011年4月20日) -「Love Flame」「You Lied」 ※楽曲プロデュース
- FLEXIBLE / fox capture plan(2012年10月10日) ※全曲ミックス/マスタリング/編集
- Sweets Girls -Twinkle Day- / Sweets Girls Project(2013年3月13日)※全曲プロデュース
- My Anthem / YOSHIKA(2013年7月3日)
- Sweets Girls -Eternal Love- / Sweets Girls Project(2014年1月15日)
- MY ANTHEM -Sympathetic Resonance- / YOSHIKA(2014年1月22日)
- Beautiful Sound / Skoop On Somebody(2015年4月8日)
- 映画「オーバー・フェンス」(オリジナルサウンドトラック) (2016年9月28日)
  - 「Spanish Eyes」「素直になれたら」の2曲がmiu-clips名義で収録。